# Бізнес-парк Софія (станція метро)
Бізнес-парк Софія (болг. Метростанция „Бизнес парк София“) — кінцева станція лінії 1 Софійського метрополітену, відкрита 8 травня 2015 року.
- Конструкція: однопрогінна станція мілкого закладення, з двома береговими платформами.
- Пересадки на автобуси №76, 111, 112, 314, 413
- Виходи: до бульвару Александра Малінова, вул. Самара, ж/м Младост I, бізнес-парку Софія.